# Дом Совета рабочих, крестьянских и солдатских депутатов
В цьому будинку

в 1917-1918 роках

засідала Криворізька

повітова Рада

робітничих, селянських

і солдатських

депутатів.
Дом, в котором заседал Совет рабочих, крестьянских и солдатских депутатов (1917—1918; гостиница «Петроградская») — достопримечательность в Центрально-Городском районе города Кривой Рог.

## История
Здание построено в конце XIX века. В нём располагался отель «Петроградский».
С 1913 года работал магазин Семёна Петровича Переверзева.
В марте 1917 года в Кривом Роге были созданы Совет рабочих и солдатских депутатов и Совет крестьянских депутатов.
Депутаты Совета крестьянских депутатов создали волостной исполком, в состав которого входило 34 человека, с преобладанием эсеров и сельской буржуазии. Заседания чаще всего проходили в здании гостиницы «Петроградская» по Базарной улице (ныне улица Александра Поля).
В мае 1917 года в здании Коммерческого училища состоялось объединение двух советов и образован Криворожский совет рабочих, крестьянских и солдатских депутатов.
В январе 1918 года отряды Красной гвардии разогнали Криворожский совет рабочих, крестьянских и солдатских депутатов, возглавляемый местными эсерами и социал-демократами. В конце января совет возобновил деятельность. Председателем избран П. В. Геруцкий. В феврале 1918 года в состав вошли большевики и анархисты. В конце марта 1918 года совет распущен в связи с оккупацией Кривого Рога австро-германскими войсками.
В 1919 году в здании работал Уездный комитет Криворожского совета, с 1923 года — исполнительный комитет советов Криворожского округа.
После Великой Отечественной войны здание приспособлено под жилой дом.
В 1967 году, постановлением Криворожского исполнительного комитета от 5 февраля 1965 года, на фасаде установлена памятная доска из белого мрамора.
8 августа 1970 года, решением Днепропетровского областного исполнительного комитета № 618, взято на учёт под охранным номером 1690.
С началом 1980-х годов в здании появились кафе и офисы.

## Характеристика
Двухэтажное кирпичное здание, построенное в конце XIX века.
Находится в Центрально-Городском районе по улице Александра Поля 12.